# Masacre de Yangzhou
La masacre de Yangzhou tuvo lugar el 1645 en Yangzhou, China, durante la Dinastía Qing. La matanza masiva de residentes en Yangzhou se llevó a cabo por las tropas de Qing, bajo el mando del príncipe Dodo después de que conquistaron la ciudad de las fuerzas leales al régimen del Emperador Hongguang.
- Datos: Q8048675